# Cantó de Bonneville
Bonneville és un cantó francès de l'Alta Savoia, a la regió d'Alvèrnia-Roine-Alps. Està inscrit al districte de Bonneville, té 13 municipis més una part de la subprefectura de Bonneville.

## Municipis
- Ayze
- Bônavela
- Brizon
- Contamine-sur-Arve
- Entremont
- Faucigny
- Marcellaz
- Marignier
- Mont-Saxonnex
- Peillonnex
- Le Petit-Bornand-les-Glières
- Thyez
- Vougy

## Història
| Data d'elecció                           | Identitat     | Partit                        | Qualitat |
| ---------------------------------------- | ------------- | ----------------------------- | -------- |
| 1945-1951                                | Henri Briffod | SFIO                          |          |
| 1951-1958                                | François Ruin | MRP                           |          |
| 1958-1982                                | Henri Briffod | SFIO, després PSU, després PS |          |
| 1982-1994                                | Michel Meylan | UDF-PR                        |          |
| 1994-                                    | Raymond Mudry | Divers droite                 |          |
| Les dades anteriors no són pas conegudes |               |                               |          |